# Gibril Sankoh
Gibril Sankoh (Freetown, 15 maggio 1983) è un ex calciatore sierraleonese, di ruolo difensore.
Possiede il passaporto olandese.